# الدوري العراقي الدرجة الثالثة 2024–25
الدوري العراقي الدرجة الثالثة 2024–25 هو المستوى الخامس والأخير في دوري كرة القدم في العراق لهذا الموسم، وسيكون على ثلاث مراحل.

## المرحلة الأولى
المرحلة الاولى هي «دوري محافظة»، حيث تقيم كل محافظة مسابقة دوري خاصة بها ويتأهل منها عدد محدد من الأندية حسب عدد الأندية المشاركة، والأندية التي لن تتأهل لدوري المناطق بدوري الدرجة الثالثة سيهبط مباشرة لدوري الدرجة الرابعة في الموسم التالي وحسب خطة الاتحاد العراقي لكرة القدم.

### دوري محافظة بغداد
يضم 9 أندية:
- نادي العين
- نادي أبناء المدينة
- نادي جنوب بغداد
- نادي البياع
- نادي الأثير
- نادي المجد
- نادي تطوير
- نادي طيران الجيش
- نادي شباب الخيرات

### دوري محافظة واسط
ويضم 15 ناديا:
- نادي الزبيدية
- نادي واسط
- نادي الكريمية
- نادي النهرين
- نادي الشهداء
- نادي الشرقية
- نادي الزيتون
- نادي الأحرار
- نادي العزة
- نادي الموفقية
- نادي الخاجية
- نادي داموك
- نادي الوفاء
- نادي المنتظر
- نادي الزعيم

### دوري محافظة ذي قار
ويضم 12 ناديا:
- نادي الرفاعي
- نادي قلعة سكر
- نادي ميسلون
- نادي شباب الأمير
- نادي الدواية
- نادي الضفاف
- نادي ذي قار
- نادي البطحاء
- نادي الجبايش
- نادي بلدية الناصرية
- نادي الفهود
- نادي الأهوار

### دوري محافظة البصرة
ويضم 14 ناديا:
- نادي الخليج العربي
- نادي بلدية البصرة
- نادي غاز الجنوب
- نادي أم قصر
- نادي الخور
- نادي الاتحاد
- نادي النور
- نادي الجنوب
- نادي الفيحاء
- نادي الدير
- نادي مدينة الشهداء
- نادي الشباب البصري
- نادي أبي الخصيب
- نادي كهرباء الهارثة

### دوري محافظة العمارة
ويضم 8 أندية:
- نادي علي الغربي
- نادي العمارة
- نادي دجلة
- نادي أهلي ميسان
- نادي أحرار ميسان
- نادي المجر
- نادي كميت
- نادي سلام ميسان

### دوري محافظة القادسية
ويضم 8 أندية:
- نادي الرافدين
- نادي نفر
- نادي السنية
- نادي الدغارة
- نادي غماس
- نادي الشامية
- نادي الانتفاضة
- نادي عزيز العراق

### دوري محافظة بابل
ويضم 5 أندية
- نادي إبراهيم الخليل
- نادي الحلة
- نادي الشوملي
- نادي النيل
- نادي المحاويل

### دوري محافظة المثنى
ويضم ناديين اثنين فقط:
- نادي السلمان
- نادي المثنى

### دوري محافظة كربلاء
ويضم 7 أندية:
- نادي الطف
- نادي عين التمر
- نادي الغدير
- نادي إمام المتقين
- نادي الجماهير
- نادي الحر
- نادي شباب الحسين

### دوري محافظة النجف
ويضم ناديين اثنين فقط:
- نادي التضامن
- نادي المشخاب

### دوري محافظة الانبار
ويضم 15 ناديا:
- نادي الأنبار
- نادي التعاون
- نادي المستقبل
- نادي الوحدة
- نادي الصمود
- نادي أعالي الفرات
- نادي حبانية الصمود
- نادي النساف
- نادي البغدادي
- نادي بروانة
- نادي راوة
- نادي حديثة
- نادي هيت
- نادي الرطبة
- نادي الصديقية

### دوري محافظة ديالى
ويضم 8 أندية
- نادي جلولاء
- نادي هبهب
- نادي المقدادية
- نادي الشهيد أركان
- نادي بعقوبة
- نادي خانقين
- نادي بهرز
- نادي قزانية

### دوري محافظة صلاح الدين
ويضم 4 أندية:
- نادي بيجي
- نادي صلاح الدين
- نادي سعد
- نادي الضلوعية

### دوري محافظة نينوى
ويضم 5 أندية:
- نادي المستقبل المشرق
- نادي شباب القيارة
- نادي الفتوة
- نادي الشورة
- نادي ترمي

### دوري محافظة كركوك
ويضم 12 ناديا:
- نادي الرياض
- نادي الزاب
- نادي شباب الدبس
- نادي النجوم
- نادي تازة
- نادي الدبس
- نادي قنديل
- نادي بابا كركر
- نادي كيوان
- نادي سولاف
- نادي التركمان
- نادي الإخاء

### دوري محافظة أربيل
عدد الأندية غير معلوم.

### دوري محافظة دهوك
عدد الأندية غير معلوم.

### دوري محافظة السليمانية
عدد الأندية غير معلوم.

## المرحلة الثانية
وهذه المرحلة هي «دوري المناطق» حيث يقسم دوري المناطق إلى 5 مناطق كما يلي:

### دوري منطقة بغداد
ويضم 10 أندية:
- نادي الشعلة
- نادي العدالة
- نادي الدفاع الجوي
- نادي الصناعات الحربية
- نادي الرد
- نادي الشباب
- نادي الميثاق
- نادي الزعفرانية
- نادي حيفا
- نادي المحمودية

### دوري المنطقة الجنوبية
ويضم 20 ناديا:
- نادي النصر
- نادي الجهاد
- نادي شط العرب
- نادي الشهيد سعد
- نادي الشطرة
- نادي الميمونة
- نادي المعقل
- نادي العزيزية
- نادي الفجر
- نادي الدجيلة
- نادي الفلاحية
- نادي أكد
- نادي الفاو
- نادي المدينة
- نادي الأمير
- نادي السكر
- نادي قلعة صالح
- نادي سوق الشيوخ
- نادي الحي

### دوري منطقة الفرات الأوسط
ويضم 18 ناديا
- نادي الإبداع
- نادي المشروع
- نادي المهناوية
- نادي الخورنق
- نادي ثورة العشرين
- نادي المدحتية
- نادي النضال
- نادي الرميثة
- نادي بابل
- نادي الهندية
- نادي الاتفاق
- نادي الغاضرية
- نادي الأسرة
- نادي اليقظة
- نادي أوروك
- نادي الحمزة
- نادي النجمة
- نادي الازدهار

### دوري المنطقة الغربية
والأصح أنه يسمى بدوري المنطقة الوسطى لكون محافظة ديالى في شرق العراق، ويضم هذا الدوري 13 ناديا:
- نادي شهربان
- نادي شباب الدور
- نادي الدوار
- نادي الوجيهية
- نادي بلاد الرافدين
- نادي عنة
- نادي الدجيل
- نادي بلد
- نادي بني سعد
- نادي الحبانية
- نادي النصر الأنباري
- نادي بلدروز
- نادي الإسحاقي

### دوري المنطقة الشمالية
ويضم 12 ناديا
- نادي عمال نينوى
- نادي بيرس
- نادي سهل نينوى
- نادي واحد حزيران
- نادي آلتون كوبري
- نادي ربيعة
- نادي المصلى
- نادي الحدباء
- نادي خاك
- نادي بابان
- نادي قلعة دزة
- نادي السليمانية

## المرحلة الثالثة
وهي مرحلة «التصفيات النهائية» والتي تحدد الأندية المتأهلة لدوري الدرجة الثانية العراقي وتشترك بها الأندية التي سوف تتأهل من دوري المناطق.
وفي موسم 2026-2025 سيطبق دوري الدرجة الرابعة.